# Titanic Belfast
El Titanic Belfast es un monumento y museo dedicado al RMS Titanic en Belfast, Irlanda del Norte (Reino Unido).
El museo cuenta con seis plantas que exploran la historia del Titanic, de la gente y de la ciudad que lo construyó. Se pueden visitar reconstrucciones de los camarotes, de las cubiertas y de las salas de máquinas y también se proyecta al público una conexión en directo con los restos de la nave.
El Titanic Belfast se inauguró el 31 de marzo de 2012.

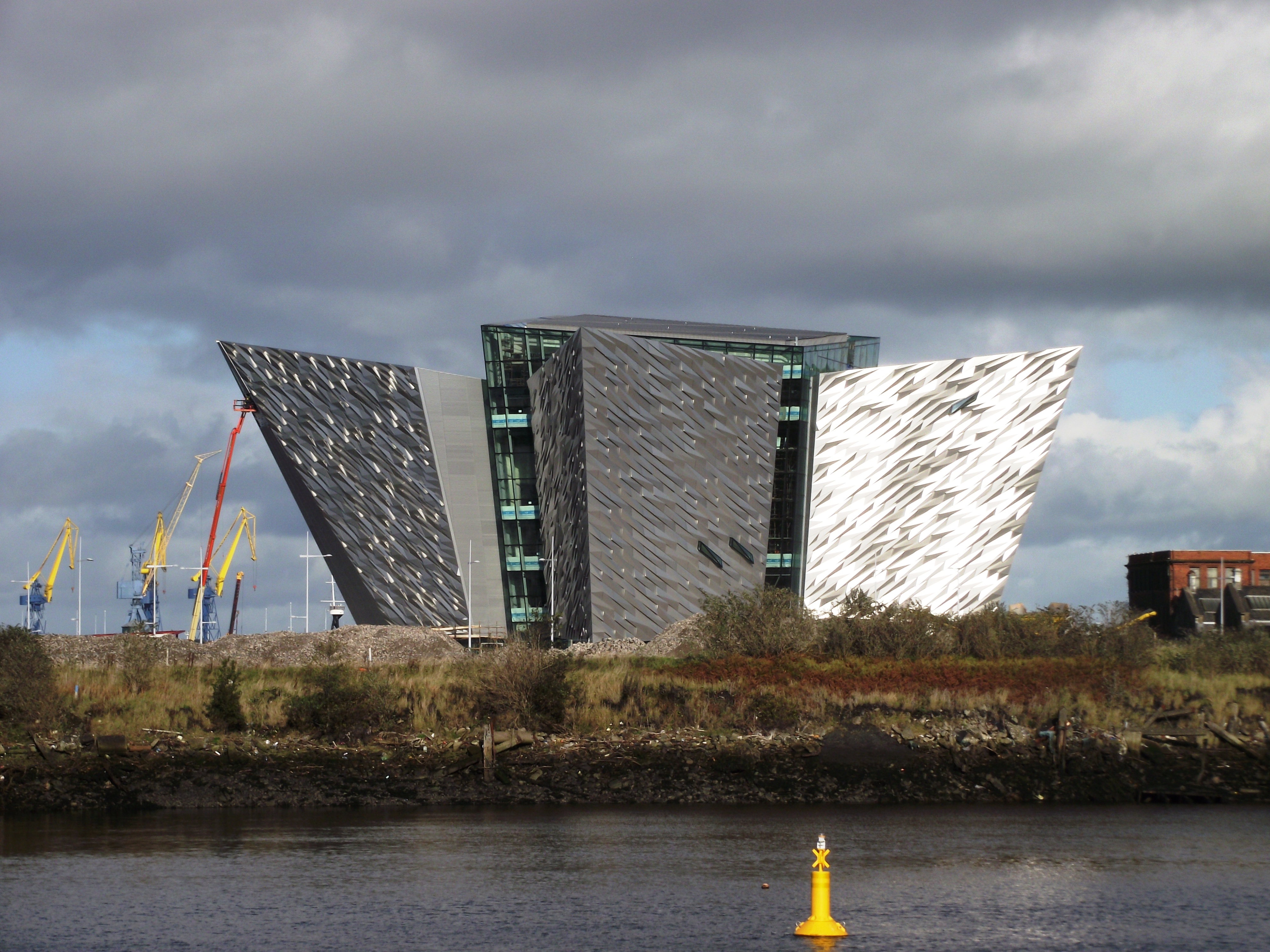
Titanic Belfast (octubre de 2011).